# Émilie Girard
Émilie Girard (* 26. Dezember 2000 in Lyon) ist eine französische Leichtathletin, die sich auf den Langstreckenlauf spezialisiert hat. Seit 2024 ist sie Inhaberin des Landesrekordes über 1500 Meter.

## Sportliche Laufbahn und Leben
Erste internationale Erfahrungen sammelte Émilie Girard bei den Crosslauf-Weltmeisterschaften 2019 in Aarhus, bei denen sie nach 23:32 min auf den 54. Platz im U20-Rennen gelangte. Anschließend belegte sie bei den U20-Europameisterschaften in Borås in 4:33,39 min den zwölften Platz im 1500-Meter-Lauf. 2021 begann sie ein Studium an der University of Oregon in den Vereinigten Staaten und bei den Crosslauf-Europameisterschaften 2024 in Antalya gewann sie in 18:02 min gemeinsam mit Antoine Senard, Agathe Guillemot und Simon Bédard die Silbermedaille in der Mixed-Staffel hinter dem italienischen Team.

## Persönliche Bestleistungen
- 1500 Meter: 4:17,63 min, 26. Juni 2021 in Angers
- 3000 Meter: 9:32,95 min, 12. Mai 2024 in Saint-Étienne
  - 3000 Meter (Halle): 9:20,27 min, 29. Januar 2022 in Fayetteville
- 5000 Meter: 16:02,51 min, 6. Juli 2024 in Maisons-Laffitte